# Sparrige Flockenblume

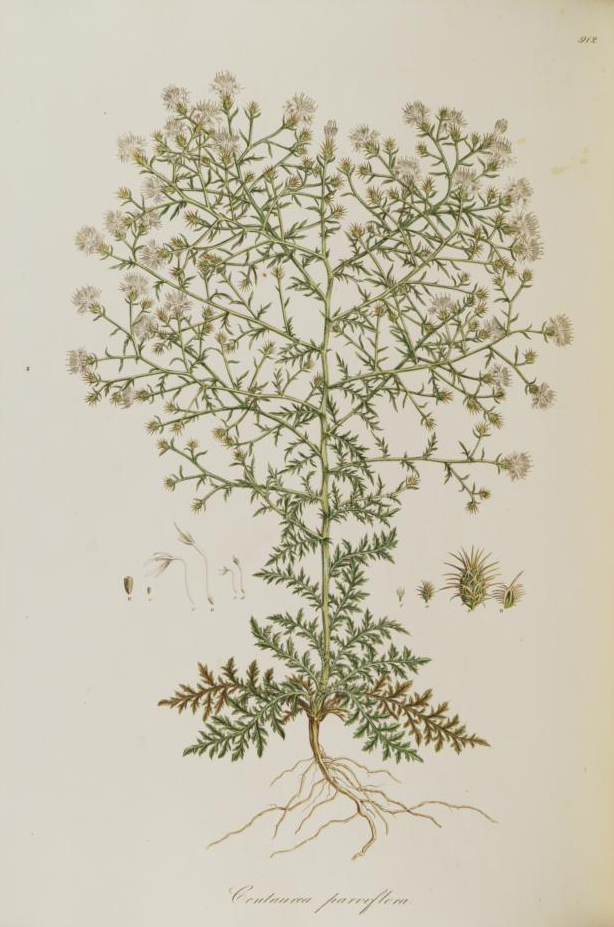
Illustration

Die Sparrige Flockenblume (Centaurea diffusa), auch Sparrästige Flockenblume genannt, ist eine Pflanzenart aus der Gattung der Flockenblumen (Centaurea) innerhalb der Familie der Korbblütler (Asteraceae).

## Beschreibung

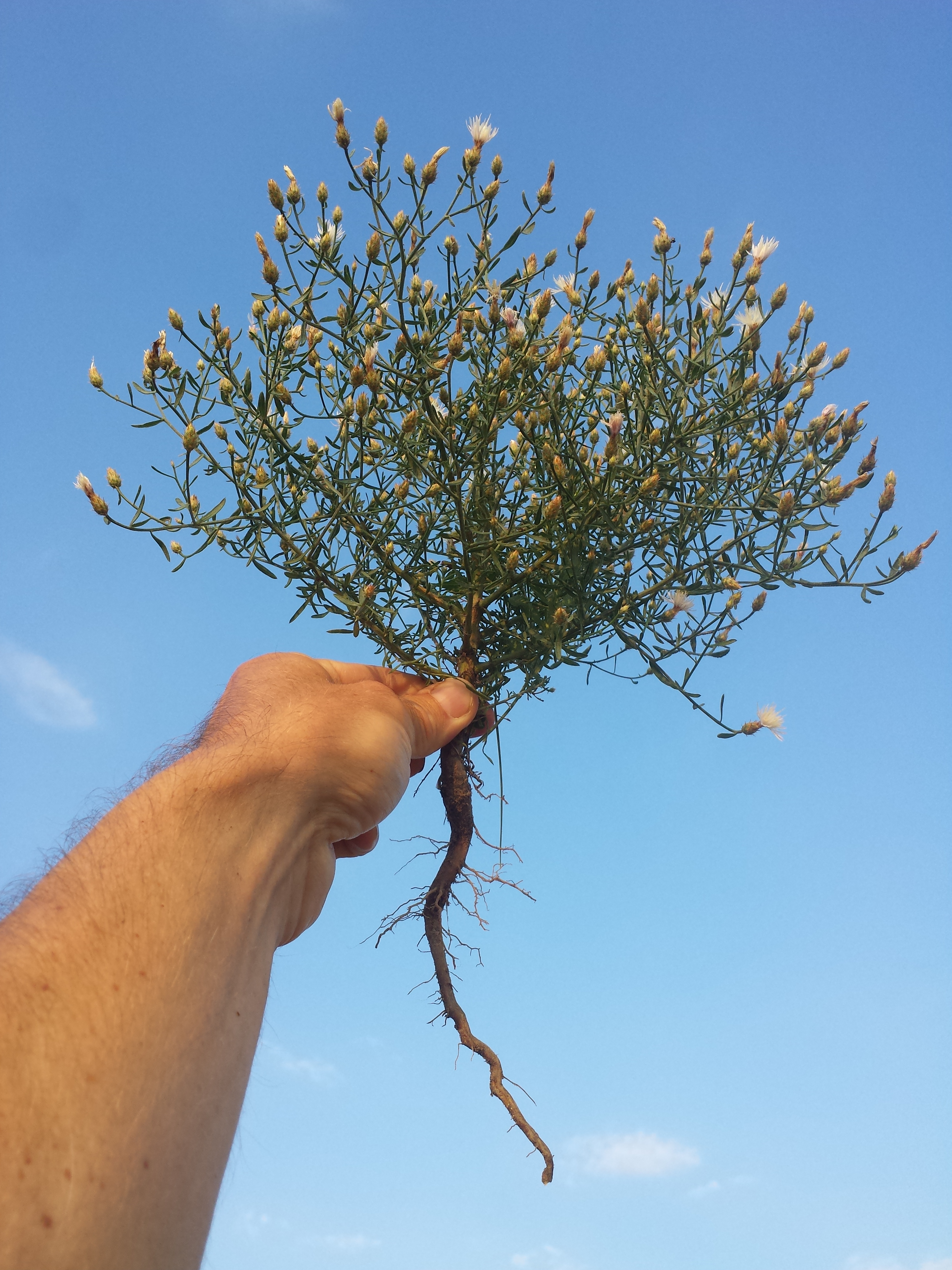
Unter- und oberirdische Pflanzenteile

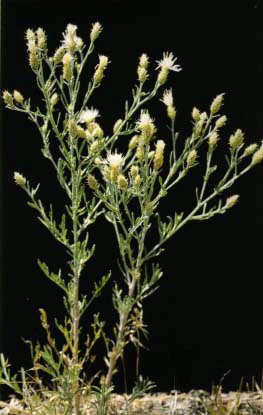
Gesamtblütenstand mit vielen Blütenkörben

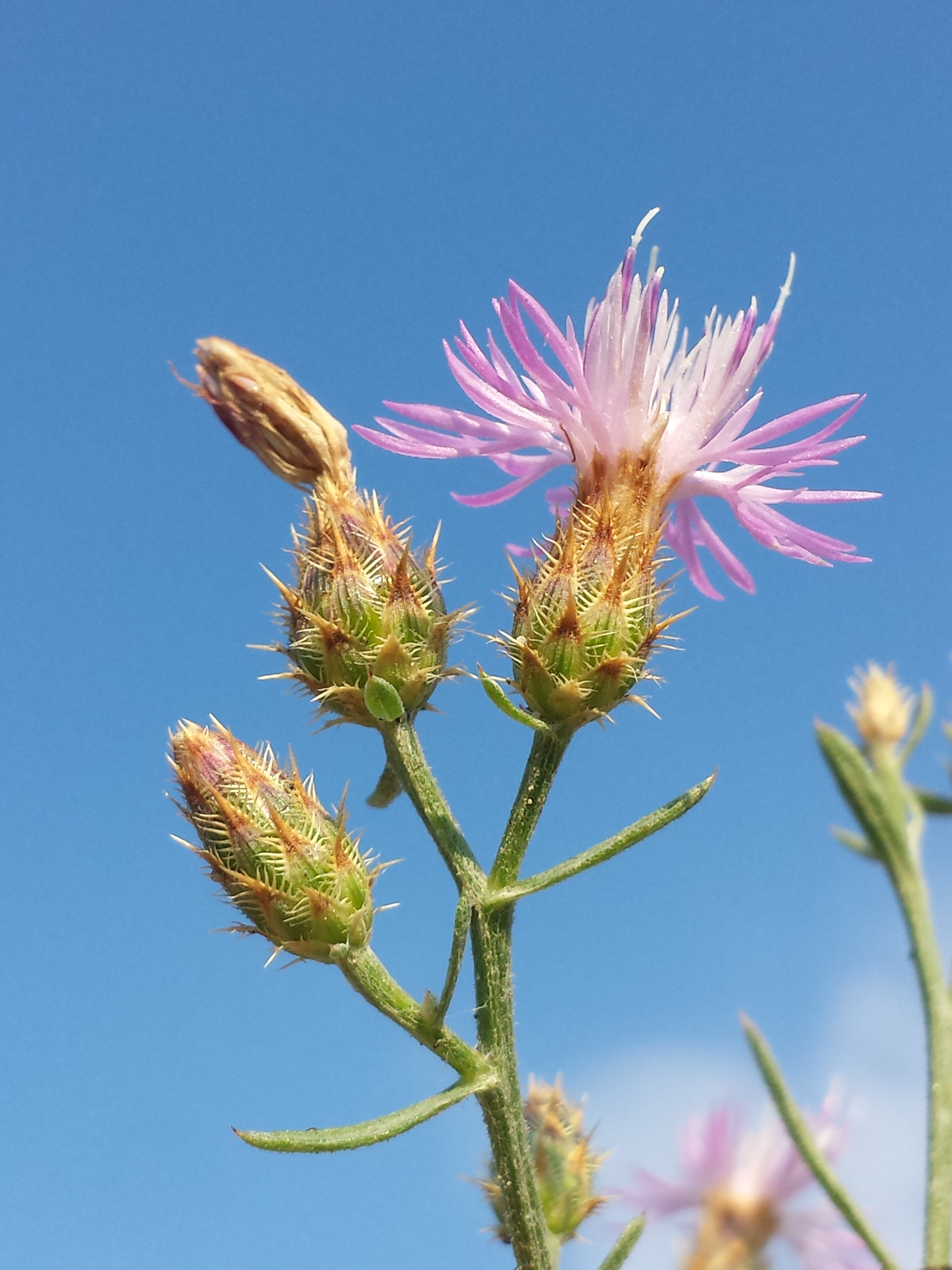
Blütenkörbe in unterschiedlichen Stadien im Detail

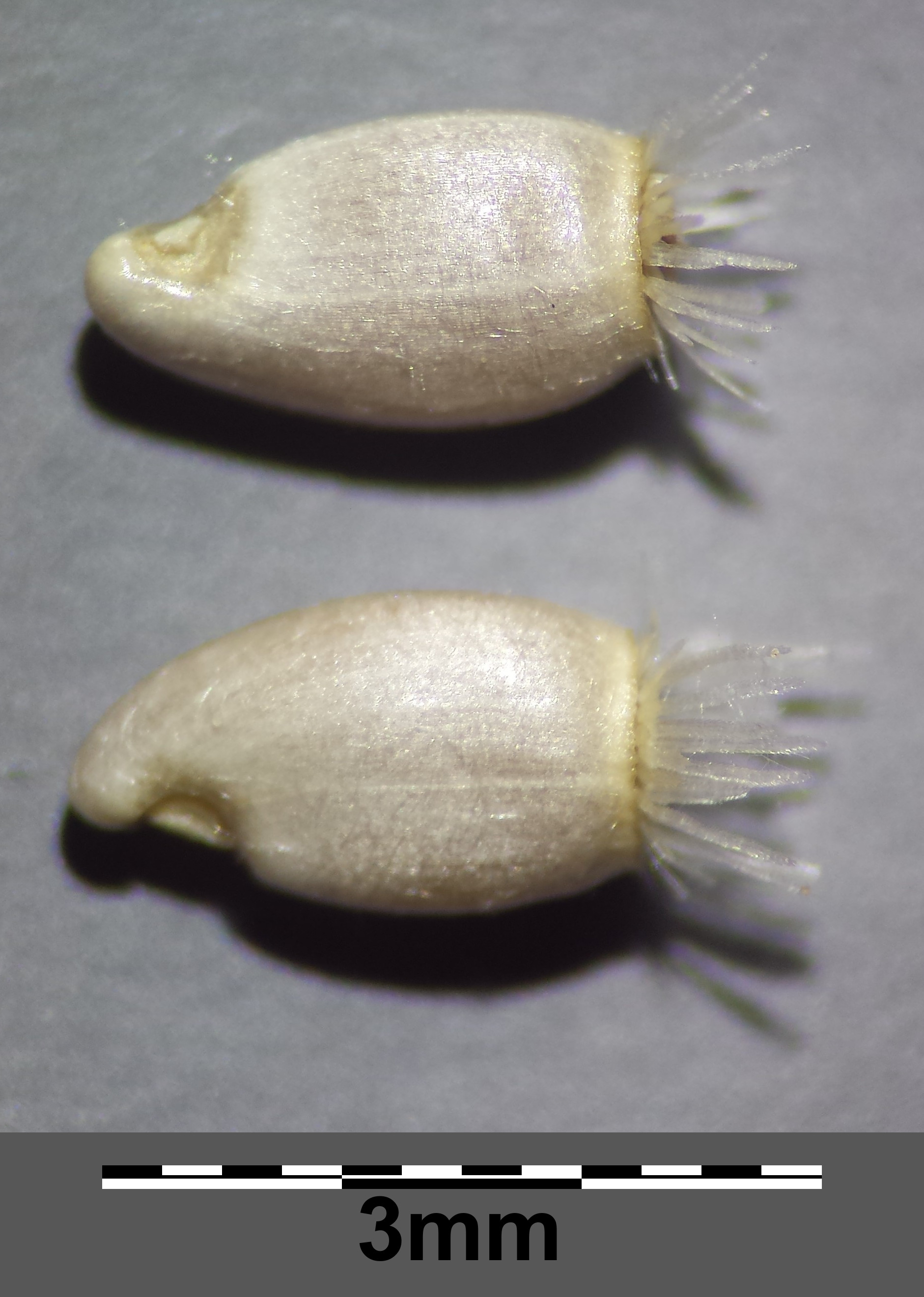
Achänen mit Pappus

### Vegetative Merkmale
Die Sparrige Flockenblume ist eine einjährige oder zweijährige krautige Pflanze, die meist Wuchshöhen von 10 bis 60 Zentimetern erreicht. Sie hat eine stark verzweigte Sprossachse und eine mächtige Pfahlwurzel. Ihr Stängel ist aufsteigend oder aufrecht, fast vom Grund an reichlich ausgebreitet rispig-ästig und reich beblättert. Der Stängel ist schwach rau kantig und wollflockig behaart. Die Laubblätter sind in einer grundständigen Rosette und wechselständig am Stängel verteilt angeordnet. Sie sind schmal verkehrt eiförmig bis lanzettlich, dünnfilzig, grünlich-grau und unterseits am Rande rau. Die Stängelblätter sind kleiner als die Grundblätter. Die grundständigen Blätter sind lang gestielt und doppelt fiederteilig. Die übrigen Stängelblätter sind einfach fiederteilig mit lanzettlichen, kurz stachelspitzigen Abschnitten. Nur die obersten Stängelblätter sind ungeteilt.

### Generative Merkmale
In einem Gesamtblütenstand stehen oft viele körbchenförmigen Teilblütenstände in einer Rispe zusammen. Die Hülle der Blütenkörbe ist schmal zylindrisch, 8 Millimeter lang und 4 Millimeter breit. Die Hüllblätter sind trockenhäutig, nervenlos, bleich, mit einem dreieckig-lanzettlichen Anhängsel, das in einen 3 bis 4 Millimeter langen Stachel endet. Das Anhängsel hat auf beiden Seiten je 3 bis 4 Fransen, die dornig sind und strohgelb. Die Blüten sind meist weiß oder rosafarben. Die randständigen Blüten sind nicht strahlend. Die Früchte sind 2,5 Millimeter lang, bräunlich, mit 4 helleren Streifen. Der Pappus besteht aus kurzen Borsten.

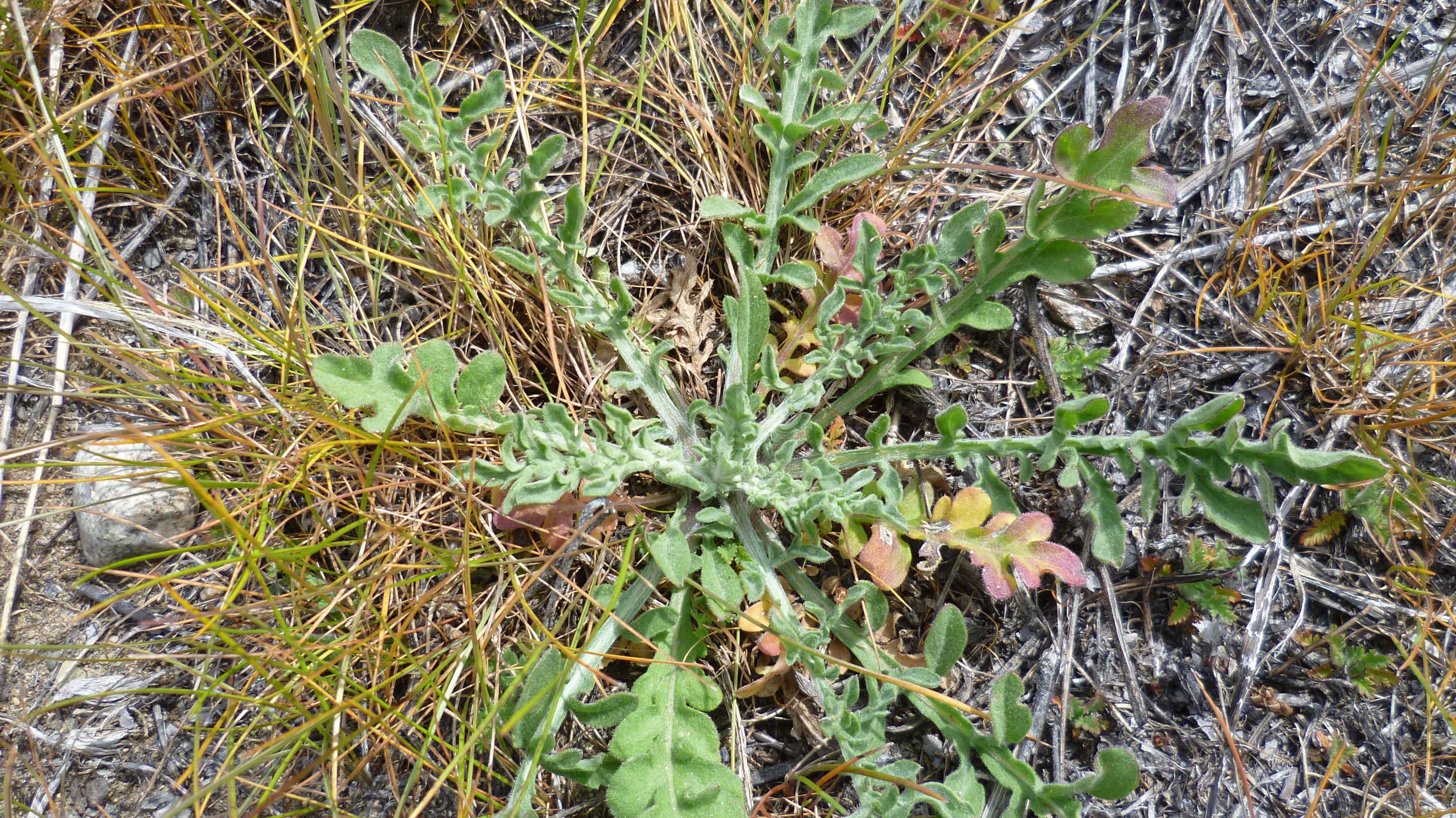
Grundständige Blattrosette im ersten Jahr nach der Keimung

## Ökologie
Die Sparrige Flockenblume nimmt im ersten Jahr oft die Form einer Blattrosette an, die ihre maximale Breite erreicht und wächst dann im zweiten Jahr rasch in die Höhe und blüht. Eine einzelne Pflanze kann etwa 18.000 Samen produzieren.
Die Sparrige Flockenblume ist in Osteuropa ein Steppenläufer, dessen Geäst im Herbst am Wurzelhals abfault und so durch den Wind verfrachtet wird.

## Taxonomie
Die Erstveröffentlichung von Centaurea diffusa erfolgte 1785 durch Jean-Baptiste de Lamarck in Encyclopédie Méthodique, Botanique, 1, 2, Seiten 675–676. Synonyme für Centaurea diffusa Lam. sind: Acosta diffusa (Lam.) Soják, Centaurea microcalathina A.Tarass., Centaurea cycladum Heldr., Centaurea parviflora Sibth. & Sm., Centaurea parviflora Besser, Centaurea parviflora Desf., Centaurea comperiana Steven.

## Verbreitung
Centaurea diffusa kommt ursprünglich in Kleinasien (Türkei, Syrien), im Kaukasusraum, auf der Balkanhalbinsel (Bulgarien, Griechenland, Rumänien, Nordmazedonien, Serbien), in der Ukraine, Moldawien und in Süd-Russland verbreitet vor. Im übrigen Europa kommt sie als Neophyt oder eingeschleppt vor. Im Libanon ist die Ursprünglichkeit zweifelhaft.

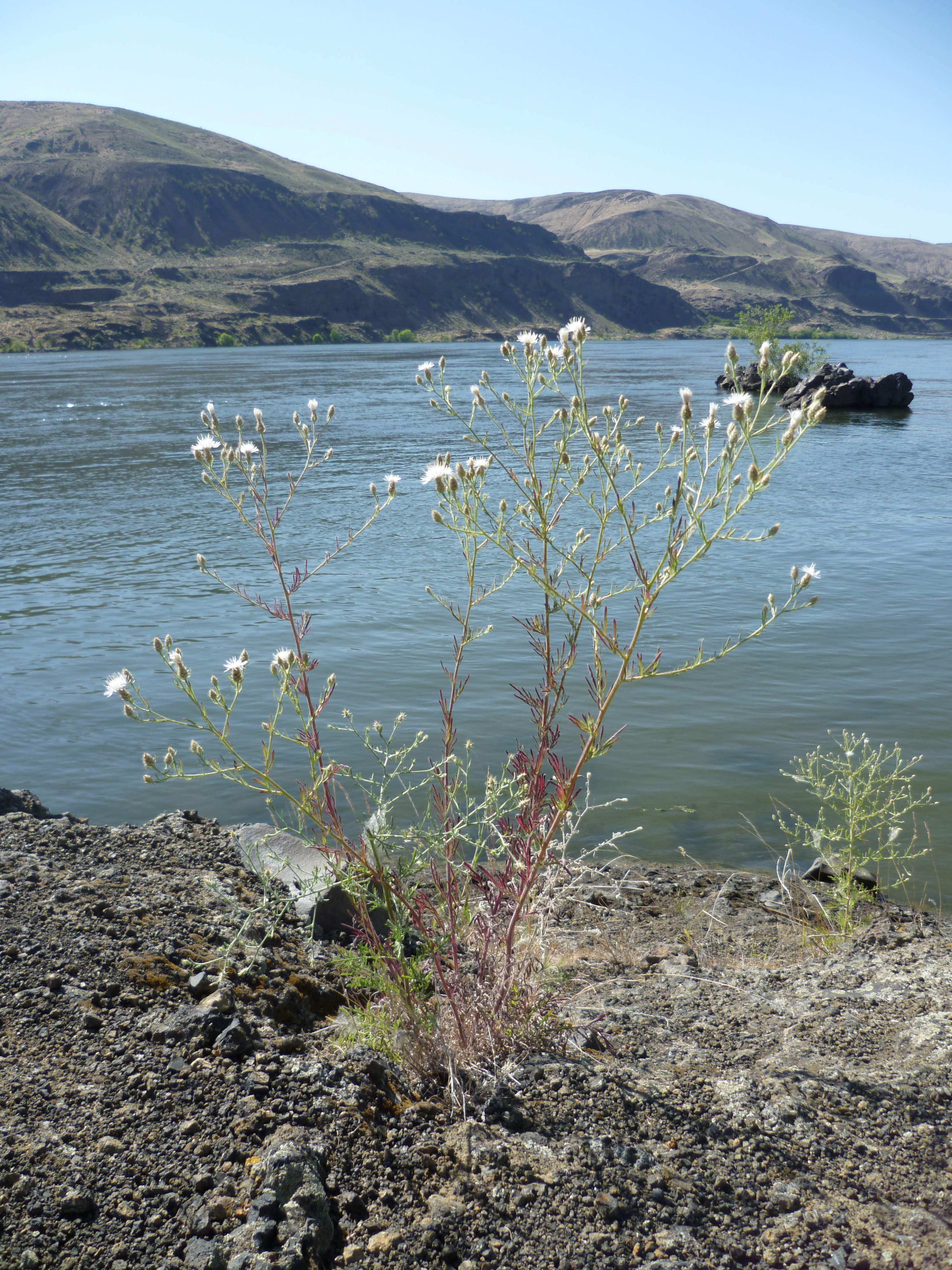
Habitus als Invasive Pflanzenart

## Invasive Art
Centaurea diffusa ist zusammen mit der Rispen-Flockenblume (Centaurea stoebe) der typische „Steppenläufer“ (englisch tumbleweed) als Neophyt im Westen der Vereinigten Staaten – die Pflanze bricht oberhalb der Wurzeln ab und verstreut, wenn sie verweht wird, ihre Samen.
Die Sparrige Flockenblume gilt in einigen Teilen Nordamerikas als invasive Art, die sich in vielen Gebieten des Kontinents etabliert hat. Sie wurde erstmals 1907 in Nordamerika in einem Luzerne-Feld im US-Bundesstaat Washington nachgewiesen. Die Samen wurden  vermutlich mit einer verunreinigten Lieferung von Luzerne aus dem natürlichen Verbreitungsgebiet eingeführt. Heute ist die Art in mindestens 19 der Vereinigten Staaten verbreitet. Sie hat Populationen in allen Staaten westlich der Rocky Mountains und außerdem in Connecticut, Massachusetts und New Jersey gebildet. Teile von West-Kanada sind gleichfalls besiedelt.
Die Sparrige Flockenblume kommt normalerweise in ebenem Weideland und auf bewaldete Böschungen vor. Dabei bevorzugt die Art kürzlich gestörte Flächen. Sie wächst in semiariden und ariden Gebieten und scheint Licht, Trockenheit und gut durchlüftete Böden zu bevorzugen. Beschattung und hohe Grundwasserspiegel hemmen das Wachstum der Sparrigen Flockenblume.
Die Ausbreitung erfolgt wie folgt:
- Landwirtschaft – Mit Sparriger Flockenblume kontaminierte Luzerne-Saat kann die Ausbreitung fördern.
- Wildtiere – Wildtiere fressen die Samen und scheiden sie an anderem Ort wieder aus oder verbreiten die Samen in ihrem Fell.
- Wind – Aus den Fruchtständen ausgeblasene Samen werden über kurze Entfernungen verbreitet. Wenn die Pflanzen austrocknen, werden sie zu Steppenläufern, rollen über große Entfernungen und setzen auf dem Weg die Achänen frei.
- Wasser – Wasserläufe transportieren die Samen über große Entfernungen, bis sie an einem Ufer abgesetzt werden und keimen.

Wind gilt als Haupt-Ausbreitungsmittel für die Sparrige Flockenblume.

### Auswirkungen
Bis 1998 hatte sich die Sparrige Flockenblume auf etwa 26.640 Quadratkilometern im Westen der Vereinigten Staaten etabliert und weitete ihr Verbreitungsgebiet jährlich um 18 % aus. Die Art kann sich im Grasland, mit Sträuchern bewachsenen Gebieten und in gewässerbegleitenden Lebensräumen festsetzen. Für das Vieh hat sie nur einen geringen Futtwerwert, da ihre distelartigen Stacheln Maul und Verdauungstrakt der Tiere verletzen können. Eine Untersuchung von 1973 kam zu dem Schluss, dass Viehzuchtbetriebe etwa 20 US-Dollar pro Quadratkilometer wegen der durch Sparrige Flockenblumen degradierten Weiden eingebüßt hätten. Auf kommerziell genutzten landwirtschaftlichen Flächen können Ertrag und Reinheitsgrad der Bestände erheblich reduziert werden.

### Bekämpfung
Eine effektive Bekämpfung der Sparrigen Flockenblume erfordert das Zusammenspiel von Anbaumaßnahmen, biologischer, physischer und chemischer Bekämpfung sowie die Wiederansiedlung heimischer Arten. Bekämpfungsmaßnahmen müssen sicherstellen, dass die Wurzel entfernt wurde oder die Pflanze eingeht. Zusätzlich sollte die heimische Flora intensiv gefördert werden, um eine Wiederansiedlung der Sparrigen Flockenblume zu verhindern.

#### Biologische Bekämpfung
Biologische Bekämpfung erfolgt durch Einführung von Organismen, normalerweise von Konkurrenten der invasiven Art, in die betroffenen Gebiete. Seit 1970 wurden zwölf Insektenarten freigesetzt, um die Sparrige Flockenblume zu bekämpfen. Von diesen zwölf Arten haben sich zehn etabliert, und vier haben sich weithin ausgebreitet (die Bohrfliegen Urophora affinis und Urophora quadrifasciata sowie die Rüsselkäfer Sphenoptera jugoslavica und Larinus minutus). Auf Simulationsmodellen basierende Forschung hat gezeigt, dass biologische Schädlingsbekämpfung effektiv ist, wenn sie ihren Wirt tötet, weil die Pflanzen sonst den Ausfall durch erhöhtes Samenaufkommen kompensieren können.
Einige der häufiger genutzten Mittel zur biologischen Schädlingsbekämpfung sind:
- Der Rüsselkäfer Larinus minutus (englisch Lesser knapweed flower weevil): Individuen dieser Art legen ihre Eier sowohl auf die Achänen der Sparrigen Flockenblume als auch auf die Rispen-Flockenblume (Centaurea stoebe subsp. stoebe). Wenn die Larven aus dem Ei schlüpfen, fressen sie die Achänen ihrer Wirtspflanzen. Da die Weibchen dieser Art 28 bis 130 Eier legt und jede Larve eine komplette Achäne leert, kann eine genügend große Population von Larinus minutus einen kompletten Bestand der Sparrigen Flockenblume zerstören. Die adulten Käfer fressen an den Sprossachsen, Blättern und unentwickelten Blüten. Die Käfer stammen aus Griechenland  und sind inzwischen in den Bundesstaaten Montana, Washington, Idaho und Oregon verbreitet.[8]
- Der Rüsselkäfer Cyphocleonus achates (englisch Knapweed root weevil): Diese Art legt etwa 50 bis 70 Eier auf Sparrige oder Rispen-Flockenblumen. Wie der englische Name nahelegt, erzeugen die Larven Fraßgänge in den Wurzeln der Pflanzen, wo sie auch ihre Metamorphose zum Käfer durchlaufen. Wenn diese vollendet ist, fressen sich die Käfer durch die Wurzel hindurch zur Bodenoberfläche durch, wo sie an den Blättern der Flockenblumen fressen. Der Käfer kam ursprünglich in Österreich, Griechenland, Ungarn und Rumänien vor und wurde in den Bundesstaaten Idaho, Montana, Washington und Oregon eingeführt.
- Der Falter Agapeta zoegana (englisch Yellow-winged knapweed root moth): Dieser Wickler mit wurzel-minierenden Larven greift Sparrige und Rispen-Flockenblumen in Teilen der USA an, wo er zum Zweck der Bekämpfung eingeführt wurde.
- Zwei Arten von Bohrfliegen (Urophora affinis und Urophora quadrifasciata):[6] Die Weibchen legen ihre Eier auf die Blütenknospen. Die Larven bilden an der Blüte Pflanzengallen.[6]

#### Physische Bekämpfung
Physische Bekämpfungsmaßnahmen gegen die Sparrige Flockenblume umfassen Mahd, Ausgraben oder Verbrennen.
- Mahd – Während die Mahd der oberirdischen Pflanzenteile die Ausbreitung der Samen weitestgehend unterdrückt, entfernt sie die Wurzel nicht. Mit einer intakten Wurzel kann die Pflanze erneut auswachsen. Um effektiv zu sein, muss die Mahd über längere Zeiträume fortgesetzt werden, so dass sich ein merklicher Rückgang der Samen ergibt.
- Ausgraben – Diese Maßnahme entfernt sowohl die oberirdischen Teile der Pflanze als auch ihre Wurzel und hat sich als sehr effektiv erwiesen. Der Arbeitsaufwand ist jedoch extrem hoch. Außerdem muss der befreite Boden gleich mit heimischen Pflanzen bestückt werden, um eine Wiederansiedlung der Sparrigen Flockenblume auf der gestörten Fläche zu vermeiden.
- Verbrennen – Ein Brand, der hinreichend groß ist, kann erfolgreich ober- und unterirdische Pflanzenteile der Sparrigen Flockenblume vernichten. Es müssen jedoch Vorkehrungen getroffen werden, um sicherzustellen, dass sich eine neue Pflanzengesellschaft ansiedelt, um die Wiederansiedlung der Flockenblumen zu verhindern.

#### Chemische Bekämpfung
Das Herbizid Tordon (Picloram) gilt als effektivstes Mittel, es ist jedoch üblich, mehrere Herbizide anzuwenden, um die Belastung der lokal vorkommenden Gräser zu senken. Die Herbizide 2,4-D, Dicamba und Glyphosat sind gleichfalls für eine Bekämpfung wirksam. Die Herbizide müssen appliziert werden, bevor die Flockenblumen die Samen freigesetzt haben. Forschungen der University of Colorado legen nahe, dass die Anwendung von Tordon nicht zur langfristigen Reduktion exotischer Arten beiträgt und die Ansiedlung anderer invasiver Arten (Erodium cicutarium, Bromus japonicus) fördert, welche rasch den Platz der herbizidbehandelten Sparrigen Flockenblumen einnehmen.

### Einfluss des Menschen auf die Invasion
Es ist bekannt, dass die Sparrige Flockenblume sich leichter und effektiver auf frisch gestörten Flächen etabliert. Gestörte Lebensräume bieten im Allgemeinen geringeren Umwelt-Stress, weil mehr Ressourcen verfügbar sind als genutzt werden. Diese Ressourcen erlauben oft das Aufkommen einer Invasion in Lebensgemeinschaften. Die Konzentration der Sparrigen Flockenblume in einem solchen Gebiet geht oft mit einem gewissen Maß an Störungen des Bodens einher. Störungen durch den Menschen führen oft zu geringerer Biodiversität in einem Lebensraum. Umgekehrt kann geringere Diversität zu ungenutzten Ressourcen führen, was invasiven Arten erlaubt, sich endgültig festzusetzen. Biotope wie Brachflächen, Bewässerungsgräben, Weiden, Wohn- und Industriegebiete sowie Straßenränder sind allesamt gestörte Systeme, in denen sich die Sparrige Flockenblume etabliert. Außerdem bietet das Entfernen von Laub oder anderen bodendeckenden Materialien eine höhere Wahrscheinlichkeit, dass Samen der Flockenblumen mit dem Boden in Kontakt kommen und auskeimen.
Der größte Einfluss des Menschen auf die Sparrige Flockenblume ist möglicherweise die erfolgreiche Bekämpfung und Ausrottung der invasiven Populationen. Die im Abschnitt „Bekämpfung“ aufgeführten Methoden repräsentieren eine kleine Auswahl von hunderten in der Literatur verzeichneten Ansätzen, die mit unterschiedlichem Erfolg zur Bekämpfung der Art versucht wurden. Neben der Reduktion der Ausbreitung der Sparrigen Flockenblume wird auch gezielt Druck auf einzelne Individuen ausgeübt, die bestimmten Methoden der Bekämpfung nicht standhalten können. Selektiver Druck kann bei ausreichend Zeit eine Adaptation oder Evolution solcher invasiver Arten wie der Sparrigen Flockenblume auslösen. Wenn ein einzelnes Individuum der Sparrigen Flockenblume aufgrund seiner Eigenschaften eine Bekämpfungsmaßnahme überlebt, wird seine Nachkommenschaft einen größeren Anteil innerhalb der Population ausmachen, als die der Pflanzen, die durch die Maßnahme beeinträchtigt wurden.

### Zusammenfassung
Der Erfolg der Sparrigen Flockenblume muss einer Kombination mehrerer Mechanismen zugeschrieben werden. Ihre Invasivität beruht auf einer Mischung von Allelopathie, der ERH (Enemy Release Hypothesis, deutsch wörtlich „Feind-Freisetzungs-Hypothese“, also der Annahme, dass eine Art invasiv werden kann, wenn in einem Lebensraum ihre Feinde nicht vorkommen, sie also vom „Feinddruck“ entlastet wird und keine Ressourcen zu ihrer Abwehr aufwenden muss) und einer überlegenen Ressourcennutzung. Die größte Bedeutung muss dabei der ERH zugesprochen werden, weil die Sparrige Flockenblume in ihrer neuen Umgebung eine sehr effektive invasive Art ist, während sie in ihrer angestammten Heimat nicht invasiv auftritt und keine Reinbestände bildet. Es ist der Unterschied in den biotischen und abiotischen Umweltfaktoren in den Lebensräumen, der die Art invasiv werden lässt.
Um zu veranschaulichen, dass die ERH auf die Sparrige Flockenblume zutrifft, ist es essentiell zu zeigen, dass die Abwesenheit natürlicher Feinde einen signifikant positiven Effekt auf ihren Erfolg hat. Eine Möglichkeit, dies nachzuweisen, besteht darin, einige ihrer natürlichen Feinde in ihre neuen Lebensräume einzuführen. Wenn die Sparrige Flockenblume, die im Allgemeinen in ihrem neuen Verbreitungsgebiet gut gedeiht, durch die Einführung natürlicher Feinde signifikant gehemmt wird, kann daraus geschlussfolgert werden, dass die Art in Abwesenheit dieser Feinde konkurrenzfähiger ist. Es gibt einen aktuellen Versuch, die Sparrige Flockenblume im Camas County in Idaho auf 80 Quadratkilometern mit Larinus minutus und Cyphocleonus achates biologisch zu bekämpfen. Da beide zu den natürlichen Feinden der Sparrigen Flockenblume gehören und da diese und andere biologische Maßnahmen erfolgreich waren, gibt es eine signifikante Evidenz, dass die Art von der Abwesenheit ihrer natürlichen Feinde profitiert.
Ein weiterer Aspekt des Erfolges der Sparrigen Flockenblume beruht auf den Auswirkungen allelopathischer chemischer Substanzen in ihrem neuen Verbreitungsgebiet. Obwohl es noch Diskussion um die Effektivität dieser Substanzen im Freiland gibt, wurde sie doch in Laborversuchen bereits nachgewiesen, und ihre Neigung, Reinbestände zu bilden, unterstützen die Bedeutung der Allelopathie für die Sparrige Flockenblume.
Die allelopathischen Substanzen der Sparrigen Flockenblume haben einen negativen Effekt auf ihre nordamerikanischen Konkurrenten, förderten jedoch die Konkurrenten aus dem natürlichen Verbreitungsgebiet. Während letztere unter Einfluss der allelopathischen Substanzen konkurrenzfähiger waren, ging die Lebensfähigkeit der ersteren zurück. Dies ist ein Beispiel für die Effektivität der allelopathischen Mechanismen unter Ausnutzung der ERH. Die gesteigerte Effektivität der allelopathischen Substanzen führt dazu, dass die Sparrige Flockenblume weniger Feinddruck ausgesetzt ist. Im Ergebnis kann sich die Art dominant im neuen Lebensraum etablieren.
Eine weitere Beziehung zwischen Allelopathie und der ERH besteht darin, dass die Konzentrationen der allelopathischen Substanzen erhöht waren, wenn die Sparrige Flockenblume in nordamerikanischen statt in eurasiatischen Böden wuchs. Dies ist möglicherweise auf die Abwesenheit ungünstiger Bodenbedingungen oder von Mikroorganismen des Bodens zurückzuführen, die im naturlichen Verbreitungsgebiet vorhanden sind. Im Ergebnis erreichen die allelopathischen Substanzen höhere Konzentrationen, breiten sich weiter aus und sind deshalb effektiver. Wenn mehr Nachbarpflanzen betroffen sind, tragen die vorteilhaften Bodenbedingungen zum Erfolg der Sparrigen Flockenblume bei.
Neben den Vorteilen, die die Sparrige Flockenblume aus ERH und Allelopathie zieht, besitzt sie auch mehrere charakteristisch invasive Merkmale. Einer ihrer Vorteile besteht im Vorkommen in trockenen Lebensräumen. Dies erlaubt der Art, Ressourcen für den Konkurrenzkampf nutzen zu können, die die Konkurrenten zum Überleben brauchen. Die hohe Anzahl an produzierten Samen findet sich gleichfalls bei anderen invasiven Arten. Eine höhere Bestandsdichte wird nicht nur zu einer höheren Konzentration allelopathischer Substanzen im Boden führen, sondern auch die verfügbare Menge an Nährstoffen für die heimischen Pflanzen begrenzen. Leider gibt es nicht genügend Forschungsergebnisse über die Bestimmung der relativen Konkurrenzfähigkeit der Sparrigen Flockenblume gegenüber ihren Konkurrenten im neuen Verbreitungsgebiet. Es gibt jedoch Untersuchungen zur Auswirkung der Sparrigen Flockenblume auf nordamerikanische Gräser in Abwesenheit allelopathischer Substanzen, die zeigten, dass die Lebenstüchtigkeit dieser Gräser in Anwesenheit der Sparrigen Flockenblume abnahm. Bedauerlicherweise kann aus diesen Daten nicht abgelesen werden, dass die Sparrige Flockenblume im Allgemeinen konkurrenzfähiger ist. Es müssen Vergleiche der schädlichen Auswirkungen zwischen diesen und anderen Kombinationen von Arten angestellt werden, um zu einem solchen Schluss kommen zu können.
Die Sparrige Flockenblume ist in ihrem neuen Verbreitungsgebiet primär deshalb erfolgreich, weil die Organismen und Bedingungen, die sie in ihrem angestammten Verbreitungsgebiet davon abhalten, invasiv zu werden, fehlen. Daraus folgt, dass die Einführung von Arten aus ihrem angestammten Verbreitungsgebiet eine effektive Bekämpfungsmethode darstellen würde. Dies birgt jedoch die Gefahr, dass auch diese Arten invasiv werden könnten. Deshalb muss jede biologische Methode auf mögliche Auswirkungen geprüft werden.

## Trivialnamen
Englischsprachige Trivialnamen sind diffuse knapweed, white knapweed, tumble knapweed.